# Eric Gorsira
John Eric Gorsira (Curaçao, 12 september 1935 – Willemstad (Curaçao), 26 december 2018) was een Antilliaans violist en dirigent.
Hij was zoon van Aura Haydée Brusse en Johan Carel Gorsira, moeder overleed in 1936. Hij zelf was getrouwd met Luise Helga van den Berg, die hem gedurende zijn leven bijstond in organisatie. Het echtpaar had minstens één dochter. Louise Gorsira (Carolina Luise Hendrine Gorsira, geboren 1954), zij werd op de Antillen een bekend celliste en leidde een generatie cellisten op.
Zijn naam duikt in de jaren vijftig van de 20e eeuw op als violist (en cellist), zoals bij de herdenking van Francisco de Miranda in 1950. Een jaar later is hij nog in opleiding met speelde wel met Bart Bakker (verder onbekend gebleven) en een onbekende pianist, werk van Johann Joachim Quantz. Hij had toen als orkestviolist zitting in het Curaçaos Philharmonisch orkest (C.Ph.O.), maar studeerde nog aan het Muzieklyceum Amsterdam (na verhuisd te zijn van het Conservatorium van Amsterdam). Hij was daarin net geen studiegenoot van de later veel bekender geworden gitarist Julian Coco. Deze studie kreeg een vervolg in Madrid, aan het Real Conservatorio Superior de Música de Madrid, alwaar hij in 1960 eindexamen deed. Hij soleerde vlak daarna met Pem Fransen bij het Arubaans Symfonie Orkest onder leiding van Ad Stenzen. In 1964 verzorgde hij een solistenoptreden met het C.Ph.O. in het kader van het 25-jarig bestaan. In die jaren richtte hij het Curaçaose Jeugdorkest op (hij werd er dirigent) en zat in het Curaçao Strijkkwartet. In oktober 1967 stond hij al dirigent van een groot symfonieorkest in Theater Roxy; hij had daartoe meer dan vijftig musici opgetrommeld komende uit de vier orkesten van het eiland: zijn jeugdorkest, het C.Ph.O, het orkest van Hotel Curaçao Intercontinental en de daar dan aanwezige Marinierskapel der Koninklijke Marine. Het was toen voor het eerst dat een "eigen orkest" zo groot was. In 1968 kreeg hij de Cola Debrotprijs voor zijn toewijding aan de Curaçaose muziek (violist, dirigent en leraar). Hij mocht de prijs in ontvangst nemen bij de opening van de schouwburg Centro Pro Arte. In 1969 was hij dirigent van het C.Ph.O.
Gorsira bleef minstens tot in de jaren negentig actief; hij was in 1995 nog steeds dirigent van het jeugdorkest, dat voor wat betreft uitvoeringen alle Nederlandse Antillen bestreek. Ook in de 21e eeuw bleef hij zich met muziek bemoeien.
Hij overleed op 83-jarige leeftijd.